# ستيفن غراي (شاعر)
ستيفن غراي (30 نوفمبر 1941 - 22 أكتوبر 2020)، هو شاعر وكاتب وناقد أدبي جنوب أفريقي.
ولد في كيب تاون في 30 أكتوبر 1941. درس في كلية سانت أندرو ، جراهامستاون، وبعد ذلك في جامعة كيب تاون، جامعة كامبردج إنجلترا، وجامعة أيوا الولايات المتحدة. حتى عام 1992، كان أستاذًا للغة الإنجليزية في جامعة راند الأفريكانية في جوهانسبرج.
كان شاعرا غزير الإنتاج ونشر ثماني روايات. تشمل الموضوعات المتكررة المواقف تجاه المثلية الجنسية والعديد من إعادة كتابة التاريخ في جنوب إفريقيا. كما كتب للمسرح.
توفي غراي في 22 أكتوبر 2020 في جوهانسبرج عن عمر يناهز 78 عامًا.